# Émile Perrodon
Pour les articles homonymes, voir Perrodon.
Émile Perrodon, né Octave Claude Émile Perrodon le 16 juillet 1794 à Neyron (Ain) et mort le 14 mai 1872 à Paris, est un général de division français et un peintre amateur.

## Biographie

### Le militaire
Ancien élève de Polytechnique (1811), il a servi dans les Armées d'Aragon (1813), de Lyon (1814), dans la Grande Armée (1815) et dans l'Armée d'Espagne (1823-1824). Il participa à plusieurs batailles lui ayant valu d'être cité à l'ordre de l'Armée en 1814 et combattit à Waterloo en 1815.

#### Carrière militaire
- Élève à l'École d'application de Metz, sous lieutenant, 15 avril 1813
- Lieutenant aux 4e et 2e régiments d'artillerie à cheval, 1813-1816
- Capitaine en 1822
- Aide de camp du général Lenoury en 1828
- État Major de l'Artillerie en 1829
- Chef d'Escadron en 1840
- Aide de camp du général Duchand en 1840
- Lieutenant colonel en 1843
- Colonel du 10e régiment d'artillerie en 1847
- Directeur d'Artillerie à Paris en 1849
- Général de Brigade en 1851
- Directeur des Poudres et Salpêtres à Paris en 1853
- Général de Division en 1854
- Inspecteur général du 1er arrondissement d'Artillerie en 1854
- Inspecteur général du 7e arrondissement d'Artillerie en 1855
- Inspecteur général du 6e arrondissement d'Artillerie en 1856
- Inspecteur général du 8e arrondissement d'Artillerie en 1857
- Inspecteur général du 3e arrondissement d'Artillerie en 1858

### L'artiste
Il est l'auteur de peintures[réf. souhaitée] dont un autoportrait.

## Vie privée
Émile Perrodon a eu trois mariages, :
- le 8 décembre 1829 avec Amandine de Bonnevie-Pogniat, décédée à 20 ans en 1832 ;
- le 8 juillet 1837 avec Zoé Dumont[4], fille de Charles Henri Frédéric Dumont de Sainte-Croix[5] ;
- le 10 janvier 1861 avec Henriette Adélaïde Devinck.

Dans l'église Saint-Didier de Neyron se trouve une épitaphe évoquant sa première épouse, : 

« À la mémoire de Madame Amandine de Bonnevie-Pogniat, épouse chérie de Monsieur Émile Perrodon, capitaine d'artillerie, Chevalier de la Légion d'honneur, décédée à Versailles le XX juillet MDCCCXXXII à l'âge de XX ans »

.
Émile Perrodon a été inhumé le 16 décembre 1872 au cimetière de Montmartre (31e division) avec sa troisième épouse décédée en 1871.

## Distinctions
- Grand officier de la Légion d'honneur (décret du 10 août 1861)[8]
- Grand-croix de l'ordre de Saint-Grégoire-le-Grand 23 janvier 1857
- Médaille de Sainte-Hélène (1857)

## Sources
- Dossier Légion d'Honneur
- Dossier SHAT (service historique de la défense)